# Chrysosporium inops
Chrysosporium inops är en svampart som beskrevs av J.W. Carmich. 1962. Chrysosporium inops ingår i släktet Chrysosporium och familjen Onygenaceae.   Inga underarter finns listade i Catalogue of Life.